# Origny-le-Butin
Origny-le-Butin és un municipi francès situat al departament de l'Orne i a la regió de Normandia. L'any 2007 tenia 114 habitants.

## Demografia

### Població
El 2007 la població de fet d'Origny-le-Butin era de 114 persones. Hi havia 48 famílies de les quals 4 eren unipersonals (4 dones vivint soles i 4 dones vivint soles), 20 parelles sense fills, 16 parelles amb fills i 8 famílies monoparentals amb fills.
La població ha evolucionat segons el següent gràfic:
Habitants censats

### Habitatges
El 2007 hi havia 78 habitatges, 43 eren l'habitatge principal de la família, 28 eren segones residències i 7 estaven desocupats. Tots els 78 habitatges eren cases. Dels 43 habitatges principals, 34 estaven ocupats pels seus propietaris i 9 estaven llogats i ocupats pels llogaters; 3 tenien dues cambres, 14 en tenien tres, 9 en tenien quatre i 18 en tenien cinc o més. 32 habitatges disposaven pel capbaix d'una plaça de pàrquing. A 18 habitatges hi havia un automòbil i a 24 n'hi havia dos o més.

## Economia
El 2007 la població en edat de treballar era de 70 persones, 51 eren actives i 19 eren inactives. De les 51 persones actives 49 estaven ocupades (25 homes i 24 dones) i 2 estaven aturades (2 dones i 2 dones). De les 19 persones inactives 7 estaven jubilades, 3 estaven estudiant i 9 estaven classificades com a «altres inactius».
Activitats econòmiques
Dels 2 establiments que hi havia el 2007, 1 era d'una empresa de comerç i reparació d'automòbils i 1 d'una empresa classificada com a «altres activitats de serveis».
L'any 2000 a Origny-le-Butin hi havia cinc explotacions agrícoles.